# Batur (Getasan)
Batur is een bestuurslaag in het regentschap Semarang van de provincie Midden-Java, Indonesië. Batur telt 6854 inwoners (volkstelling 2010).